# You+Me
You+Me ist ein Musikprojekt der US-Rocksängerin Alecia Moore alias Pink und dem kanadischen Folkmusiker Dallas Green alias City and Colour.

## Bandgeschichte
Alecia Moore und Dallas Green lernten sich über Moores Ehemann Carey Hart kennen und sind langjährige Freunde. Moore trat einmal als Gast bei einer Show von Green auf und der Kanadier war schon als Support bei einer Englandtournee der Sängerin dabei. Beide hatten schon vorher über gemeinsame Musik nachgedacht und Ideen ausgetauscht. Nachdem Moore ihre Tour nach ihrem sechsten Album The Truth About Love beendet hatte, fanden die beiden Anfang 2014 Zeit für ein gemeinsames Projekt. In kurzer Zeit schrieben sie gemeinsam neun Lieder mit akustischem Folk-Pop für das Album und nahmen sie auch gleich zusammen mit einer Coverversion von No Ordinary Love von Sade in einem kleinen gemieteten Studio in Los Angeles auf. Das Album ist benannt nach der Rose Avenue in Venice, wo sich dieses Studio befindet.
Im September ging das erste Lied You and Me vorab an die Radiostationen, als zweites Lied folgte Break the Cycle. Das Album Rose Ave. erschien dann Mitte Oktober und stieg auf Platz eins in Kanada ein. In den USA und vielen europäischen Ländern erreichte es die Top Ten.

## Mitglieder
- Alecia Beth Moore
- Dallas Green

## Diskografie
Alben
- Rose Ave. (2014)

Lieder
- You and Me (2014)
- Break the Cycle (2014)
- Capsized (2014)